# 贺岩
贺岩（德語：Jan Hecker，音译：扬·黑克尔，1967年2月15日—2021年9月6日），德国律师，外交官。曾任德国总理安格拉·默克爾的外交政策顾问及德國聯邦最高行政法院法官和欧洲大学维亚德里纳分校兼职教授。2021年8月24日，贺岩成為德国第14任驻中華人民共和國大使，然在9月6日，德国外交部即宣佈其死訊，时距履新尚不足半月。

## 生平
贺岩的父亲是一名海军军官。贺岩1986年自弗伦斯堡的高中毕业后，入伍担任了两年的临时士兵。
1988年至1994年，他在弗莱堡大学、格勒诺布尔-阿尔卑斯大学和哥廷根大学学习政治学和法律；1994年至1996年任地区上诉法庭书记员。1996年至1997年参加剑桥大学研究生项目，取得法学硕士学位，同年取得哥廷根大学法律博士学位，研究课题为“作为法国宪制问题的欧洲一体化”（Europäische Integration als Verfassungsproblem in Frankreich ），合作学者为福尔克马尔·格茨。
辞任法庭书记员后，贺岩供职于亨格勒·穆勒与富而德两家法律事务所，主攻公法和欧洲法方向。两年后因为职业好奇心离职，于1999年底加入德国联邦内政、建设和家园部，期间借调到联邦宪法保卫局等部门两年。
2011年，贺岩获任命莱比锡联邦行政法院法官，2015年前往柏林担任时任联邦總理安格拉·默克尔的顾问。其与默克爾相談甚歡，甚至一度影响她的外交政策。
2021年8月底，贺岩出任德国驻华大使，外界预计其会延续默克尔的外交路线，与中国既保持平衡，又发展友好关系。然而，54岁的贺岩在完成为期两周的COVID-19强制隔离检疫後，在任几天便猝然离世。

## 身后
針對贺岩的突然去世，时任德国外长海科·馬斯表示“未有证据显示贺岩的死与德国驻华大使的官方职务存在任何关系”。